# 市川温子
市川 温子（いちかわ あつこ、1970年11月17日 - ）は、日本の物理学者。ニュートリノ振動の測定を目的とするT2K実験に参加し、2019年から2023年まで同実験の代表者を務めた。東北大学大学院理学研究科教授。

## 経歴
- 1970年 愛知県一宮市生まれ
- 1989年 愛知県立一宮高等学校卒業
- 1994年 京都大学理学部卒業[1]
- 2001年 京都大学大学院理学研究科物理学専攻博士課程修了、博士（理学）の学位を取得[2]。
- 2003年 - 2006年 高エネルギー加速器研究機構 助手
- 2007年 - 京都大学大学院理学研究科 准教授
- 2020年 - 東北大学大学院理学研究科 物理学専攻 教授

## 研究
T2K実験に設計段階から参加し、機器の開発と実験データ解析に貢献している。2019年からはT2K実験の代表者を務めている。
この実験は、J-PARCで生成されたニュートリノを295キロメートル離れたスーパーカミオカンデで捉え、ニュートリノ振動を測定することを目的としている。ニュートリノ振動によるレプトン数保存則の破れは、宇宙が誕生時に生成された粒子と反粒子が対消滅によって完全には打ち消しあわず、粒子によって構成される物質だけが残っている理由を解き明かすカギになる可能性がある。

## 受賞歴
- 原子核談話会新人賞（2002年）[4]
- 守田科学研究奨励賞（2006年）[5]
- 湯浅年子賞（2014年）[6]
- 猿橋賞（2020年）[3][7][8][9]
- 仁科記念賞（2023年）[10]